# المدينة الجامعية في الشارقة
المدينة الجامعية بالشارقة، (University City of Sharjah) بدأت في عام 1998م. حيثُ توفر المدنية الجامعية خدماتها المتكاملة للجهات الرئسية والمنتسبة، لتوفير أسلوب حياة أكثر استدامة لكافة أفراد المجتمع. تمتد المدينة الجامعية على مساحة شاسعة تبلغ حوالي 15 كيلومتر مربع.

## المؤسسات والمعالم
تحتضن المدينة الجامعية 22 مؤسسة تعليمية تشمل مختلف المجالات العلمية والتكنولوجية والتربوية:
- دارة الدكتور سلطان القاسمي.
- قاعة المدينة الجامعية بالشارقة.
- أكاديمية العلوم الشرطية.
- أكاديمية الشارقة للبحوث.
- أكاديمية الشارقة لعلوم وتكنولوجيا الفضاء والفلك.
- أكاديمية الشارقة للفنون الأدائية.
- الجامعة الأمريكية في الشارقة.
- الجامعة القاسمية.
- جامعة الشارقة.جامعة الشارقة.
- كليات التقنية العليا.
- كلية الأفق الجامعية.

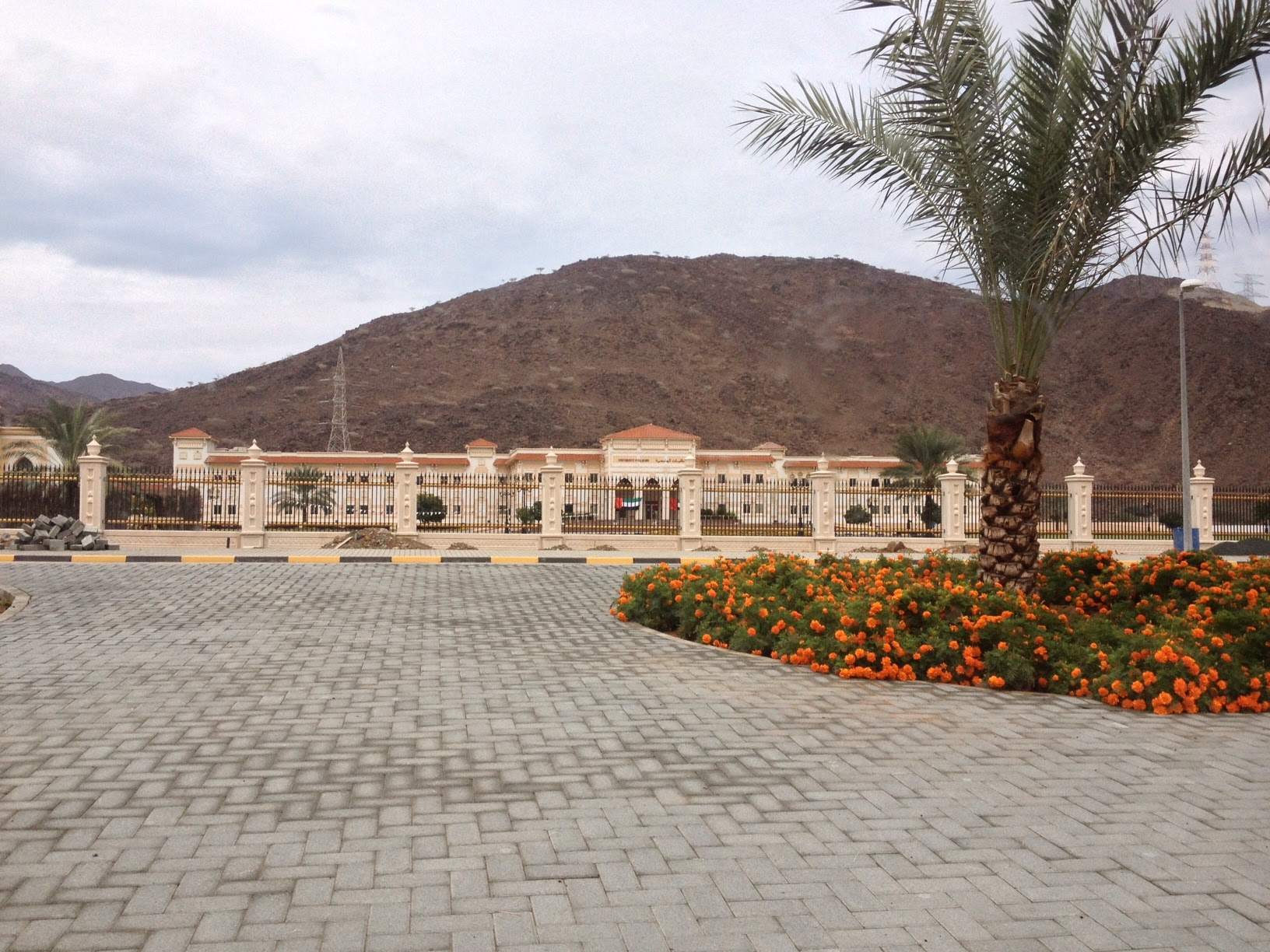
جامعة الشارقة.

- مجمع الشارقة للبحوث والتكنولوجيا والابتكار.
- مجمع القرآن الكريم.
- مجمع اللغة العربية.
- مركز أمن المدينة الجامعية بالشارقة.
- مركز التراث العربي في الشارقة.
- المركز الإقليمي لحفظ التراث الثقافي في الوطن العربي - إيكروم.
- المركز الإقليمي للتخطيط التربوي - اليونسكو.
- المركز التربوي للغة العربية لدول الخليج.
- مستشفى الجامعة.
- معهد التدريب القضائي.
- معهد الشارقة للتراث.

تشمل المدينة الجامعية عدد من المعالم التي أصبحت علامة مميزة لها ومقصدًا سياحيًا لقاطنيها ومرتاديها:
- بوابة المدينة الجامعية.
- حديقة العالم الإسلامي.
- ميدان الساعة.
- النُصب التذكاري للشارقة عاصمة العرب الثقافية.
- النُصب التذكاري للشارقة عاصمة الثقافة الإسلامية.
- نُصب وساحة الشهداء.[2]

## الجوائز
كرم الشيخ محمد بن راشد آل مكتوم المدينة الجامعية في الشارقة بجائزة أوائل الإمارات لعام 2018 